# Zbigniew Łuczyński
Zbigniew Łuczyński (ur. 9 października 1968 w Krakowie) – polski prezenter i dziennikarz telewizyjny.

## Życiorys
Po studiach wygrał konkurs na prezentera w TVP Kraków, gdzie prowadził program informacyjny Kronika. Był krakowskim korespondentem m.in. programów informacyjnych Telewizji Polskiej oraz wydawał programy krakowskiego oddziału TVP. Jego autorskim pomysłem był program Rekomendacje kulturalne.
Pod koniec 2005 roku przeniósł się do Warszawy, gdzie prowadził przez kilka miesięcy ogólnopolski Kurier na antenie TVP3. Następnie przeniósł się do telewizji TVN, dla której w latach 2006–2023 prowadził magazyn Uwaga!. Od 29 grudnia 2023 do lutego 2024 roku był prezenterem w TVP Info, gdzie prowadził serwisy informacyjne, zaś 30 grudnia 2023 roku zadebiutował w programie informacyjnym 19.30 na kanale TVP1. Od 5 marca 2024 roku prowadzi program interwencyjny Reporterzy na antenie stacji TVP1.